# Chresta
Chresta là một chi thực vật có hoa trong họ Cúc (Asteraceae).

## Loài
Chi Chresta gồm các loài: